# Æthelred Ier (roi de Northumbrie)
Pour les articles homonymes, voir Æthelred.
Æthelred Ier est roi de Northumbrie de 774 à 779, puis de 790 jusqu'à son assassinat, le 18 avril 796.

## Biographie
La Chronique anglo-saxonne parle de lui en tant que fils d'Æthelwald Moll, plutôt que de citer son propre nom. Cela a conduit Higham à supposer qu'il s'agissait d'un enfant. S'il n'est pas plus que l'homme de paille de son père, la seconde tentative d'Æthelwald Moll de régner sur la Northumbrie n'a alors pas été plus longue que la première. Æthelred est en effet déposé en 779 et le trône retourne aux descendants d'Eata en la personne d'Ælfwald, probablement le petit-fils d'Eadberht.
Æthelred doit alors s'exiler durant le règne d'Ælfwald et de son successeur Osred II. Lorsque Osred est déposé et contraint à l'exil en 788 ou 789, Æthelred est restauré sur le trône. Son second règne est marqué par des troubles considérables. Il ordonne la mort de l'ealdorman Eardwulf, mais ce dernier survit. En revanche, les fils d'Ælfwald, Ælf et Ælfwine, sont tués en 791, probablement sur ordre d'Æthelred. L'année suivante, Osred essaye de reprendre le trône, mais il est battu, capturé et tué le 14 septembre 792. La même année, il épouse Ælfflæd, la fille d'Offa de Mercie, à Catterick.
Le monastère de Lindisfarne est pillé par les Vikings en 793. Dans sa correspondance, Alcuin rejette la responsabilité du pillage sur les péchés commis par Æthelred et la noblesse de son royaume. 

Alcuin accuse notamment Æthelred d'avoir des pratiques païennes : 
« Considérez les vêtements, la coiffure, les habitudes luxueuses des princes et du peuple. Voyez comment vous voulez ressembler aux païens par la manière de vous couper la barbe aussi bien que les cheveux. Ne s'agit-il pas des gens dont la terreur nous menace, et pourtant vous voulez imiter leurs cheveux ? »
On pense qu'Æthelred disposait d'un fort soutien du Deira et qu'il a reçu de l'aide de Charlemagne. Cela ne l'empêche pas d'être assassiné le 18 avril 796 par un groupe de conspirateurs menés par les earldormen Ealdred et Wada. Dans la confusion qui suit le meurtre, Osbald, probablement un ealdorman vétéran, devient brièvement roi.